# Gunnar Nilsson (skulptör)
Knut Gunnar Nilsson, född 17 april 1904 i Karlskrona, död 28 november 1995 i Le Chesnay i Frankrike, var en svensk skulptör.
Gunnar Nilsson studerade akvarellmålning och modellering vid Tekniska Yrkesskolan i Karlskrona 1918-19 samt på egen hand vid sidan av arbete som kontorist på Finspångs Metallverk. Hans debututställning var i Finspång 1927. Med hjälp av en lokal insamling, och efter uppmuntran av Carl Eldh, reste han till Paris 1928 för att studera skulptur för bland andra Charles Despiau och Paul Niclausse. I Paris umgicks han med Bror Hjorth, vars tidigare ateljé han också hyrde, Carl Frisendahl och Alberto Giacometti.
Han bosatte sig senare i Le Chesnay, nära Versailles. Han har främst gjord sig känd för skulpturer av unga flickor.

## Offentliga verk i urval
- Mimi eller La petite baigneuse (1956), brons, på Karlavägen och vid Kungsklippan i Stockholm, samt i Ronneby (1959)
- Vårens huldra (1954), brons, Trädgårdsföreningen i Linköping, Botaniska Trädgården i Göteborg och i Rottneros skulpturpark
- Våren (1949), marmor, Trädgårdsföreningen i Göteborg
- Det var en gång (1977–79), brons, vid stadshusets entré, Sölvesborg
- Ansgar utanför Svenska kyrkan i Paris
- Blekingeflickan eller När skönheten kom till byn (rest 1960), brons, Hoglands park i Karlskrona
- Carl Edvard Ekman (rest 1951), porträttbyst, framför Ekmanska skolan i Finspång
- Undinen, brons, utanför simhallen i Finspång och utanför Strömbadet i Gävle

- Representerad vid bland annat Nationalmuseum[5] i Stockholm.

## Bildgalleri

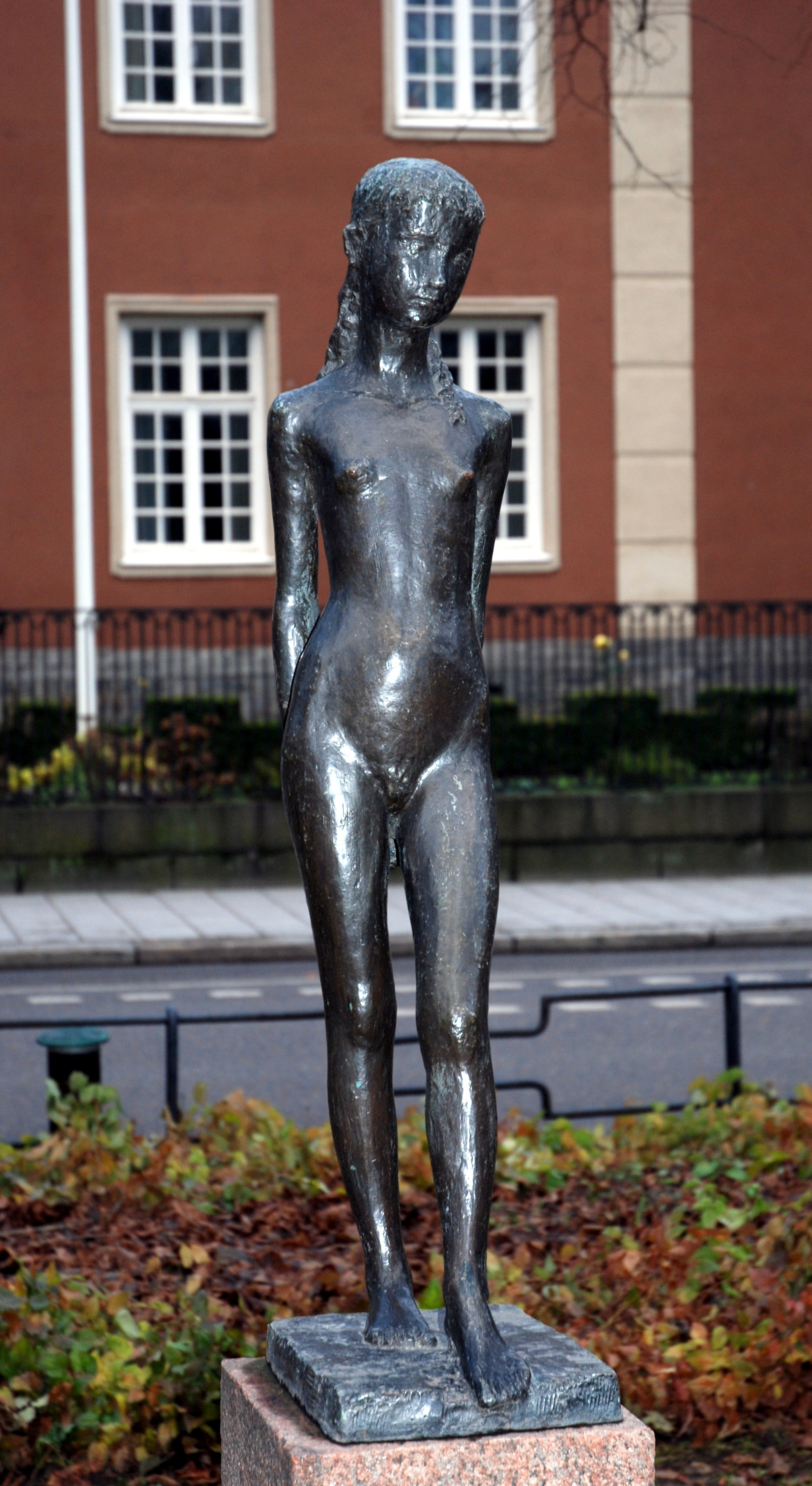
Mimi (1956), brons, Karlavägen i Stockholm.
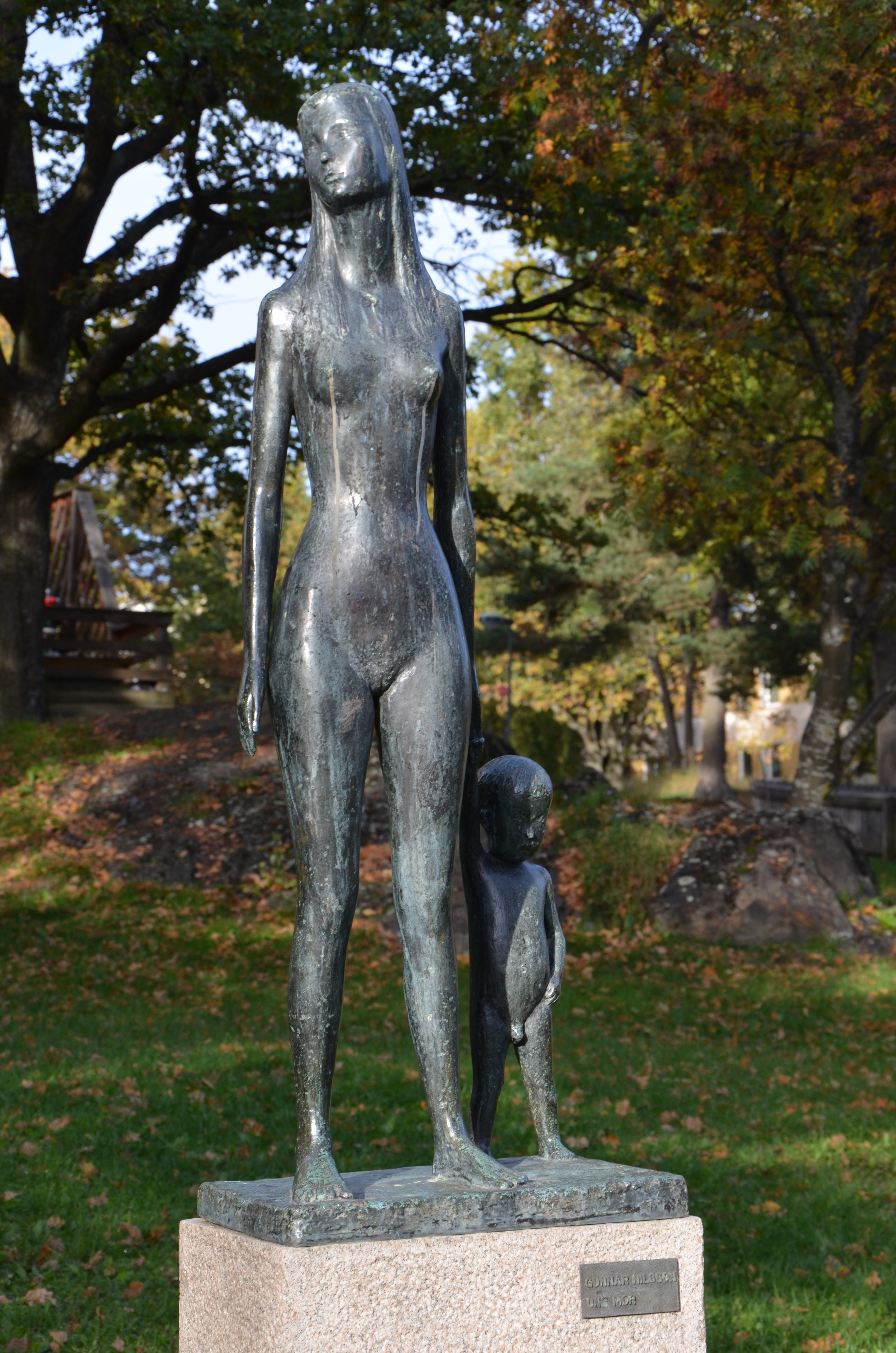
Ung mor, skulptur i Skärholmen, Stockholm.
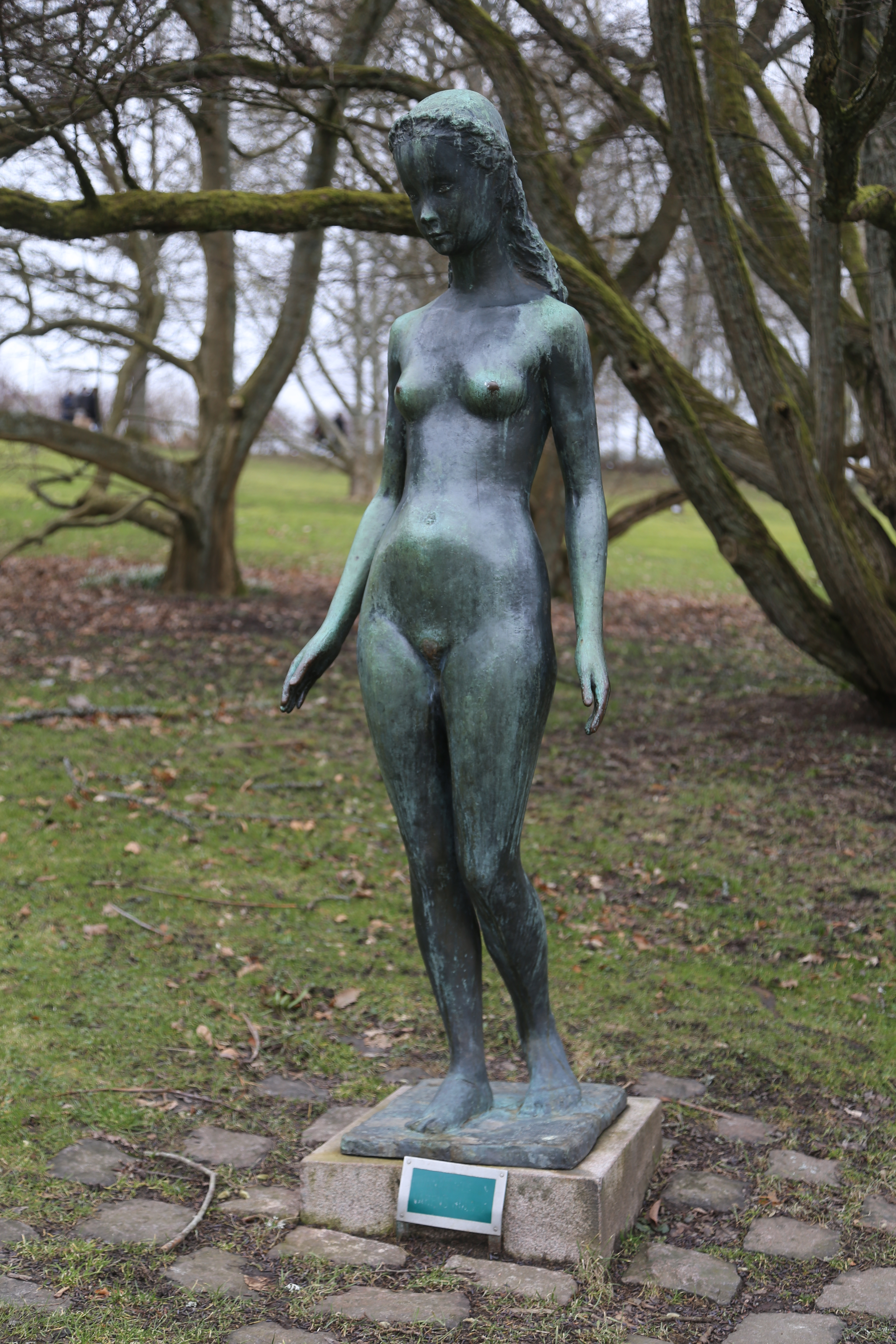
Vårens huldra, Göteborgs botaniska trädgård.
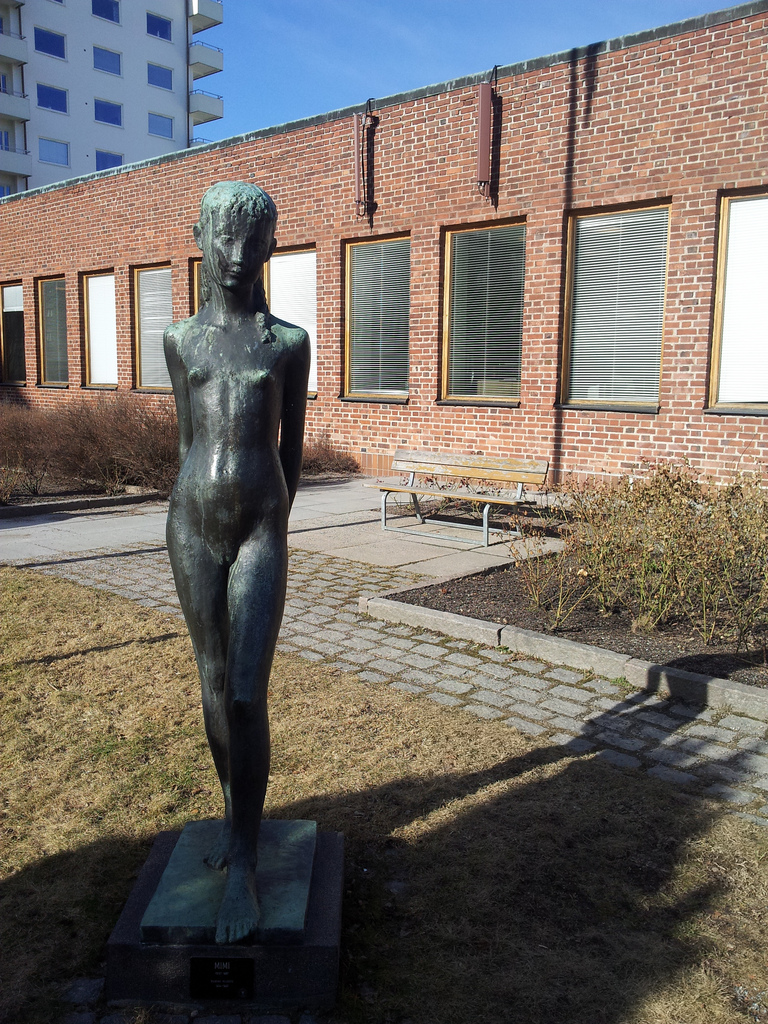
Mimi eller La petite baigneuse utanför Stadsarkivet i Stockholm.
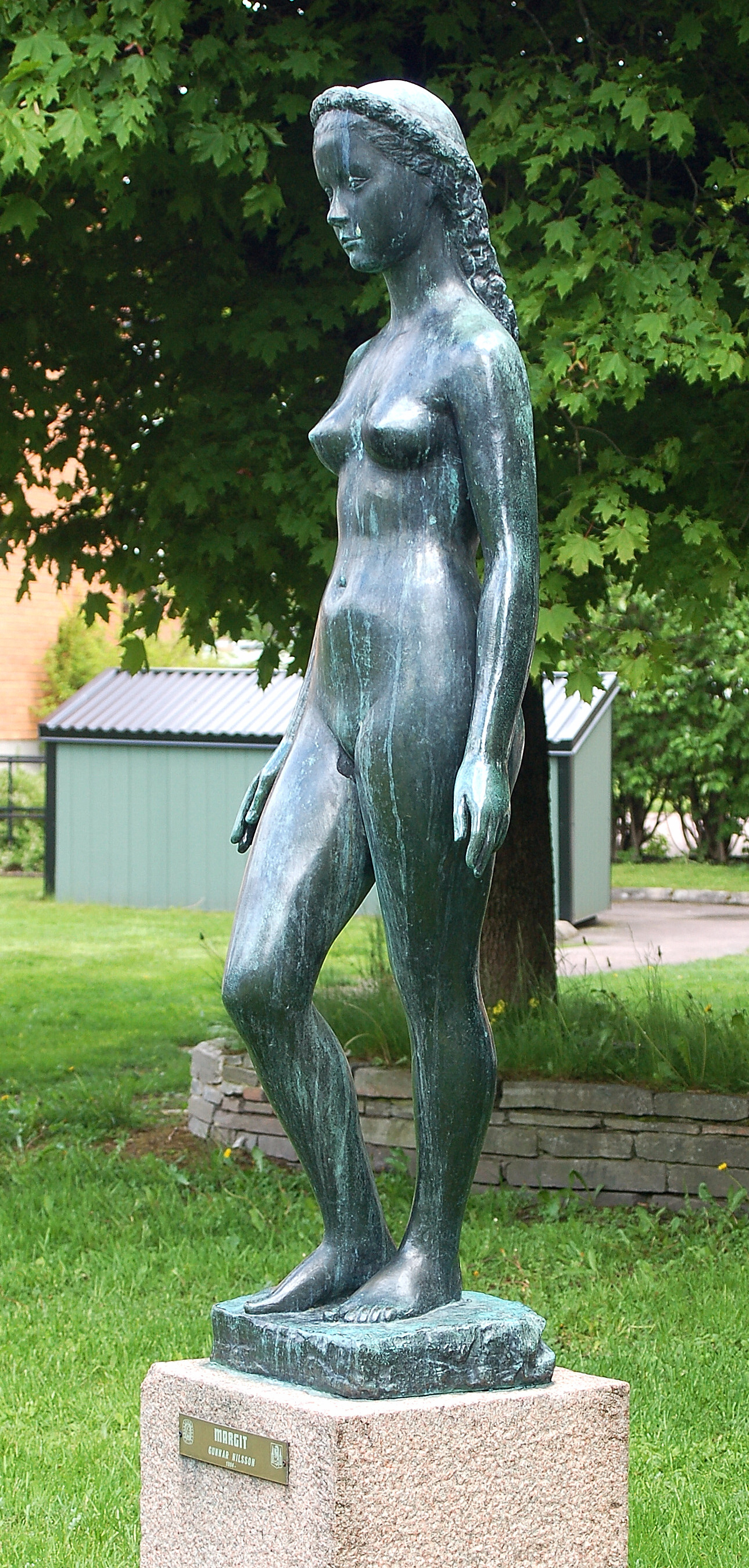
Margit, skulptur i parken vid Ulvsbygatan och Norrstrandsgatan i Karlstad.
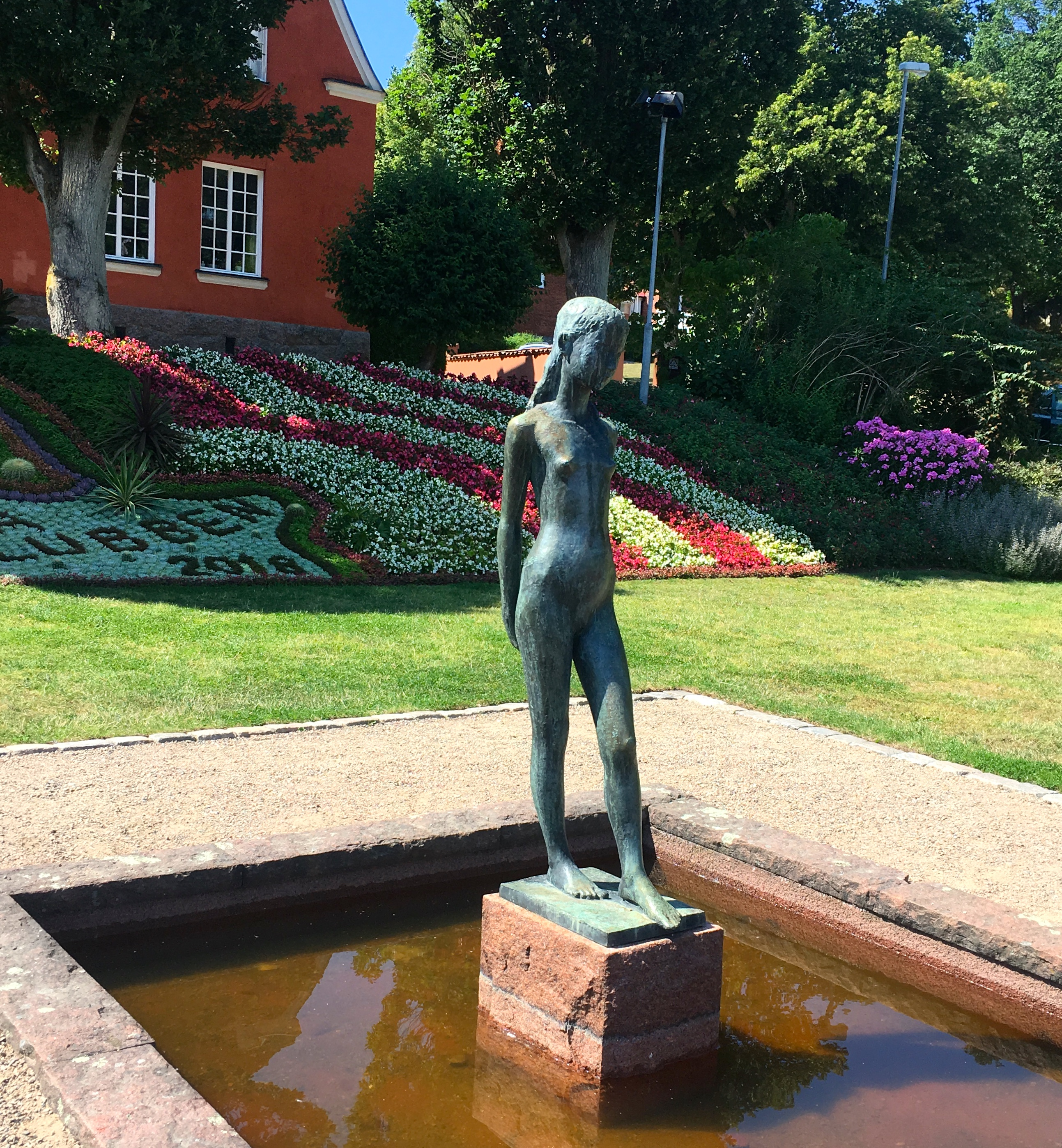
Mimi eller La petite baigneuse utanför Tingshuset i Ronneby.
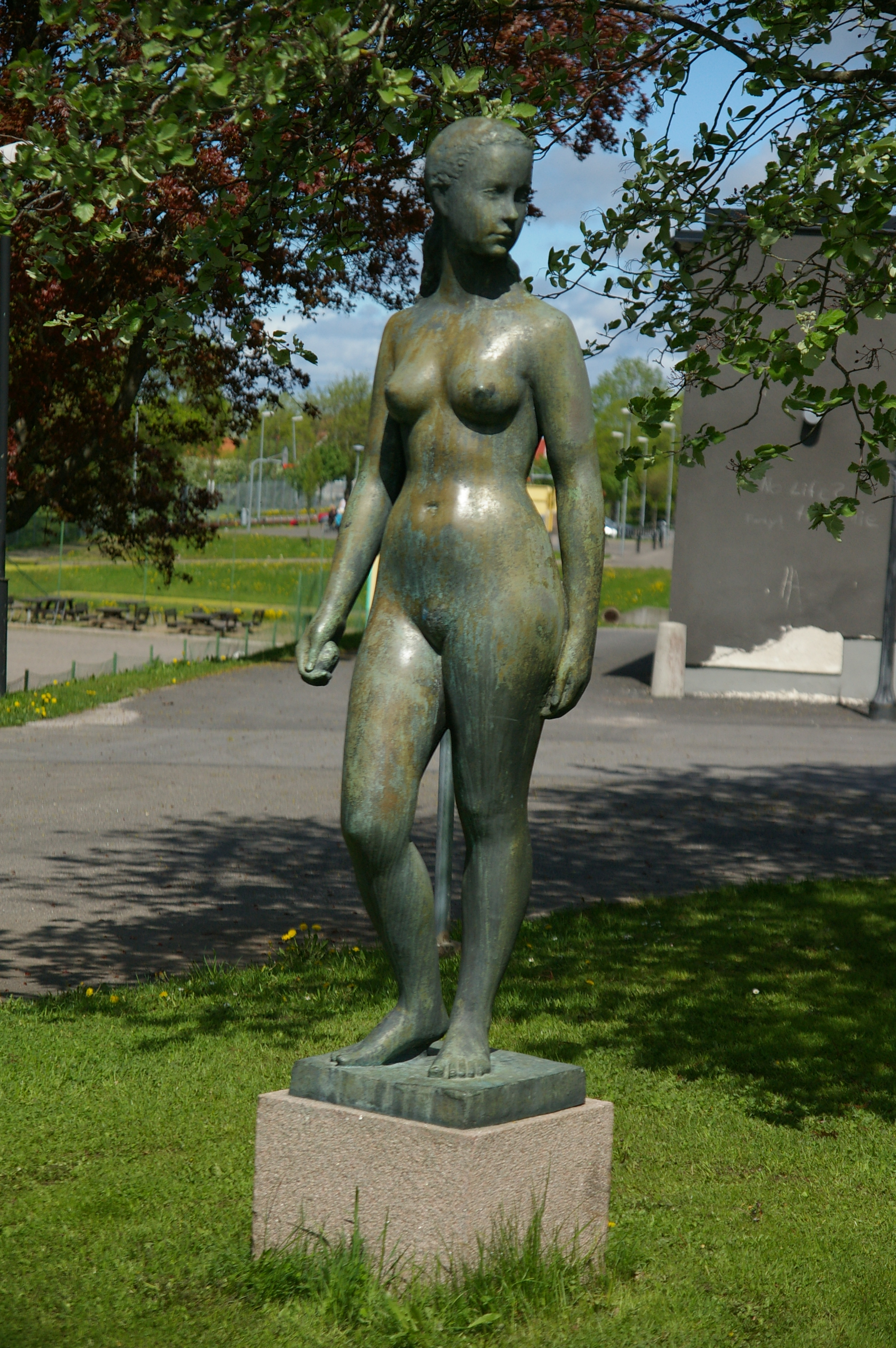
Marianne, skulptur vid Odengatan 41 i Falköping.